# 암염 하층
암염 하층은 대륙붕에 있는 지질층으로서, 그 위에는 곤드와나 분리 시기에 쌓인 소금층이 있어서 가려져 있다. 암염 하층에 형성된 석유 중 일부는 위쪽에 있는 암염 상층으로 뚫고 나오지 못하였다. 이런 현상은 특히 아프리카와 브라질에 연안에서 흔히 볼 수 있다. 어느 정도의 양이 묻혀있는지는 확실하지 않지만 세계 석유 매장량 대비 상당한 양으로 추정되고 있다. 페트로브라스에 따르면, 석유와 천연 가스가 소금층의 2000 미터 하부에 묻혀있을 것이라고 한다. 소금층 자체도 대서양의 2000~3000 미터 하부의 암석층에서 또 다시 2000 미터 하부에 있다. 암석층과 소금층을 시추(drilling)하는 데에는 경비가 많이 든다.